# Melierax canorus
Melierax canorus là một loài chim trong họ Accipitridae.
Loài chim này này sinh sản ở miền nam châu Phi. Nó là một loài cư trú ở khu vực khô, bán sa mạc mở với lượng mưa hàng năm 75 cm hoặc ít hơn.
Thân dài 56–65 cm. Chim trưởng thành có phần lưng màu xám với đít trắng.